# Дронов, Илья Гаврилович
Дронов Илья Гаврилович — советский военнослужащий, участник Великой Отечественной войны, полный кавалер ордена Славы, сапёр сапёрного взвода 101 гвардейского стрелкового полка 35-й гвардейской Лозовской Краснознаменной орденов Суворова и Богдана Хмельницкого стрелковой дивизии, 4-й гвардейского стрелкового корпуса, 8-й гвардейской армии, 1-го Белорусского фронта.

## Биография
Родился на хуторе Краснокоротковском ныне Новоаннинского района Волгоградской области в семье служащего. Русский. Окончил Сталинградское художественное училище (1932). Работал преподавателем изобразительного искусства в культпросветучилище. В Красной Армии с декабря 1943. Призван Урюпинским РВК.
На фронте в Великую Отечественную войну с марта 1944. Стрелок 101-го гвардейского стрелкового полка (35-й гвардейской стрелковой дивизии,8-й гвардейской армии, 1-го Белорусского фронта) гвардии рядовой Дронов 3.8.44 в бою за высоту у г. Магнушев (Польша) огнём из автомата уничтожил 8 и взял в плен 3 вражеских солдат. 21.8.44 награждён орденом Славы 3 степени.
Сапер Дронов (тот же боевой состав) 14.01.45 при прорыве глубоко эшелонированной обороны противника в районе Гловачув-Лежице (юго-западнее г. Магнушев) под ружейно-пулемётным огнём проделал проходы в минных и проволочных заграждениях врага, чем обеспечил успешное выполнение боевой задачи стрелковым подразделением. 11.02.45 награждён орденом Славы 2 степени.
17.4.45 Дронов Илья Гаврилович в бою за тактически важную высоту на подступах к Берлину (Германия) проделал проход в минных полях гитлеровцев. 24.4.45 при форсировании водной преграды в составе группы саперов разминировал мост через Тельтов-канал. 15.5.46 награждён орденом Славы 1 степени.
В августе 1945 гвардии старшина Дронов демобилизован. Жил и работал в г. Урюпинск Волгоградской области. Награждён медалями.

## Награды
- Орден Славы 1-й степени (указ Президиума Верховного Совета СССР от 15.05.1946 года)
- Орден Славы 2-й степени (приказ командующего 8 гвардейской армии от 11.02.1945 года)
- Орден Славы 3-й степени (приказ командира 35 гвардейской стрелковой дивизии от 21.08.1944 года)
- Медали

## Память
В Урюпинске переулок Почтовый переименован в переулок И. Г. Дронова.